# Zakon Braci Mniejszych
Zakon Braci Mniejszych (łac. Ordo Fratrum Minorum, siglum: OFM, pot. franciszkanie, franciszkanie brązowi) – katolicka wspólnota zakonna z grupy zakonów żebrzących z rodziny franciszkańskiej. Założona w 1209 przez św. Franciszka z Asyżu. Jeden z największych zakonów katolickich (ponad 10 tys. braci). Do wspólnoty należą na równych prawach zarówno kapłani, jak i bracia niemający święceń kapłańskich. Kościół zalicza Braci Mniejszych do instytutów kleryckich.
Zakon ten dzieli pochodzenie od św. Franciszka i Regułę z dwoma innymi: Zakonem Braci Mniejszych Konwentualnych, zwanych w Polsce potocznie: franciszkanami, franciszkanami konwentualnymi, franciszkanami czarnymi oraz Zakonem Braci Mniejszych Kapucynów, zwanych krótko: kapucynami. Prócz nich istnieją mniejsze instytuty zakonne opierające się o Regułę św. Franciszka. Do nich wszystkich odnosi się nazwa: I Zakon franciszkański. Stróżem pieczęci św. Franciszka jest generał Zakonu Braci Mniejszych.
W latach 1517–1897 preferowaną nazwą Zakonu była: Zakon Braci Mniejszych Obserwantów, pot. obserwanci, reformaci, używana by odróżnić tę gałąź franciszkanów od gałęzi franciszkanów konwentualnych. Jest ona jeszcze sporadycznie używana w Polsce, podobnie jak nazwy prowincji: bernardyni, reformaci, często niesłusznie traktowanych jako oddzielne zakony.
W 2020 roku wśród członków Zakonu Braci Mniejszych było 4 kardynałów, 1 patriarcha, 23 arcybiskupów i 84 biskupów. Dał także Kościołowi od początku swego istnienia 36 świętych i 105 błogosławionych.

## Charyzmat
Istotę życia Braci Mniejszych wyznaczają słowa Reguły św. Franciszka z roku 1223:
Reguła i życie braci mniejszych polega na zachowaniu świętej Ewangelii Pana naszego Jezusa Chrystusa przez życie w posłuszeństwie, bez własności i w czystości.
(Regula bullata rozdz. I)
Jest to istota charyzmatu i działalności naśladowców Biedaczyny z Asyżu. Jej uniwersalność powoduje, że bracia mniejsi prowadzą bardzo zróżnicowaną działalność: pomoc ubogim, misje, kaznodziejstwo, prowadzenie parafii i sanktuariów, działalność naukowa (warto wspomnieć o średniowiecznym nurcie filozoficzno-teologicznym, tzw. szkole franciszkańskiej, do której zaliczani są m.in.: św. Antoni Padewski, św. Bonawentura, bł. Jan Duns Szkot, William Ockham oraz Roger Bacon). Charyzmat franciszkański jest kontemplacyjno-czynny.

## Strój zakonny
Strój zakonny to brązowy habit wraz ze sztywnym kapturem, przepasany białym sznurem (łac. cingulum), dobrowolnie zakonnicy mają też w zwyczaju noszenie koronki franciszkańskiej u sznura i piuski.

## Struktura
Ustawodawstwo Zakonu opiera się na Regule św. Franciszka, zatwierdzonej przez papieża Honoriusza III w 1223 roku. Jej uzupełnieniem są obowiązujące od 1987 Konstytucje Generalne, wraz z poprawkami z 2004 roku oraz Statuty Generalne. 
Na czele Zakonu stoi Minister Generalny, pot. generał, wybierany na 6-letnią kadencję przez kapitułę generalną – najwyższą instytucję zakonną. Wraz z wikariuszem generalnym i 8 definitorami tworzy Zarząd Generalny.
Terytorialnie Zakon dzieli się na 116 prowincji oraz 8 kustodii (jednostka niższa rangą). Na czele każdej z nich stoi Minister Prowincjalny, pot. prowincjał (w kustodii: kustosz). Analogicznie do Zarządu Generalnego wraz z wikariuszem prowincjalnym i kilkoma definitorami tworzy Zarząd Prowincjalny. Bracia tworzący zarząd są wybierani na zbierającej się co 3 lata Kapitule Prowincjalnej.

## Zakon w Polsce

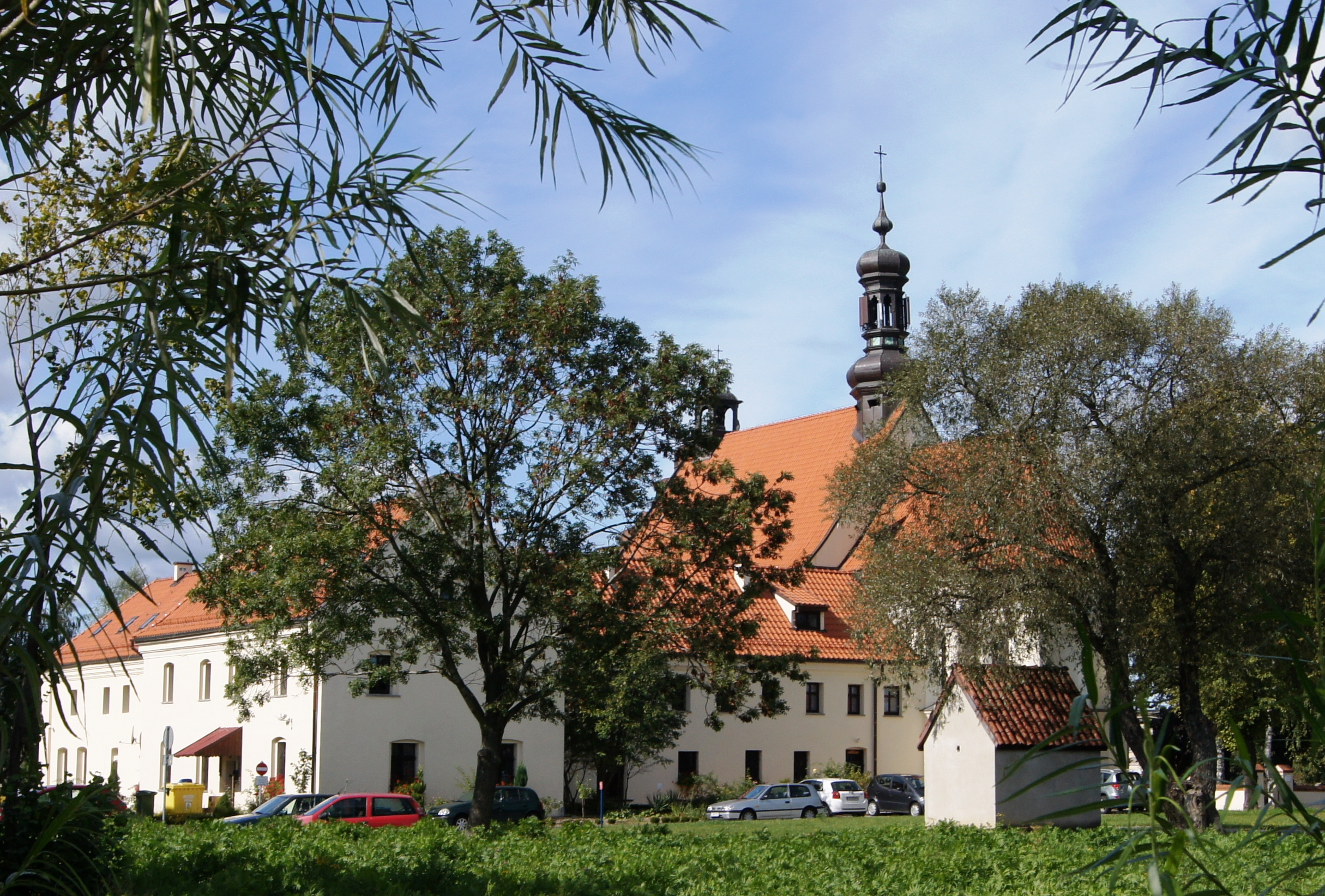
Klasztor oo. franciszkanów w Toruniu

Pierwsi franciszkanie pojawili się na ziemiach polskich w 1236 roku we Wrocławiu. Z końcem średniowiecza istniała już siatka klasztorów obejmujących całą Koronę Polską. Wskutek podziałów w łonie Zakonu cała prowincja polska przyjęła konwentualizm. Klasztory obserwanckie pojawiły się wraz z św. Janem Kapistranem. Założony wówczas w 1453 klasztor w Krakowie posiadał wezwanie św. Bernardyna ze Sieny, stąd ludowa nazwa tej grupy braci – bernardyni. Ich tradycje kontynuuje Prowincja Niepokalanego Poczęcia NMP z siedzibą w Krakowie. W 1538 jeden z polskich prowincjałów, Franciszek Lismanin, przeszedł na protestantyzm. Na pocz. XVII w. do Polski przybywają włoscy reformaci. Kontynuatorami ich tradycji jest Prowincja Matki Bożej Anielskiej Zakonu Braci Mniejszych również z siedzibą w Krakowie. W XX w. w granice Polski zostają wcielone klasztory niemieckich prowincji o korzeniach reformackich. Są to dzisiejsze: Prowincja Wniebowzięcia Najświętszej Maryi Panny Zakonu Braci Mniejszych w Katowicach i Prowincja św. Jadwigi Zakonu Braci Mniejszych. Z klasztorów i braci tych czterech prowincji w 1992 roku zostaje wydzielona piąta: Prowincja św. Franciszka z Asyżu Zakonu Braci Mniejszych w Poznaniu.

### Prowincje Zakonu Braci Mniejszych w Polsce
1. Prowincja Wniebowzięcia Najświętszej Maryi Panny − Katowice
2. Prowincja Matki Bożej Anielskiej − Kraków (pot. reformaci)
3. Prowincja Niepokalanego Poczęcia NMP − Kraków (pot. bernardyni)
4. Prowincja św. Franciszka z Asyżu − Poznań
5. Prowincja św. Jadwigi − Wrocław